# Georges Lalande
Georges Lalande (né le 15 mai 1939 à Montréal) est un homme politique québécois. Il fut député de la circonscription de Maisonneuve pour le Parti libéral de 1979 à 1981.

## Biographie
En 1958, engagé dans les Forces armées, Georges Lalande œuvre comme aspirant officier au sein du Corps du génie électrique et mécanique royal canadien à Kingston en Ontario. Après l'obtention d'un diplôme d'ingénieur mécanique de la Royal Canadian School of Electrical and Mechanical Engineering, il quitte l'armée pour travailler comme chargé de projet en électro-hydraulique dans la division aéronautique de la compagnie Jarry Hydraulique de Montréal. Ses connaissances en aéronautique le menèrent deux ans plus tard à Oxnard en Californie, où il travaillera comme chargé de projet et superviseur pour la division aéronautique de la compagnie American Brake Shoe.
Il revient ensuite au Québec. Après un baccalauréat ès arts, il travaille au bureau du juge-avocat général d'Ottawa comme officier juridique jusqu'à ce qu'il obtienne sa licence en droit de l'Université de Montréal, en 1973. Il sera alors nommé directeur adjoint des services judiciaires du palais de justice de Saint-Jérôme. Trois ans plus tard, il sera nommé directeur régional des services judiciaires du palais de justice de Québec, puis de Montréal, en 1978. Entretemps, il parachèvera sa formation à l'ENAP en obtenant un diplôme de gestion, en 1977.
Il est élu député libéral dans Maisonneuve lors de l'élection partielle du 14 novembre 1979, mais perdra son siège lors de l'élection de 1981. De retour à la vie privée, après un bref passage au ministère de la Justice en 1981, il enseignera la science politique à l'Université Laval et occupera différents postes de direction au sein de la Régie de l'assurance automobile du Québec, avant d'être nommé sous-ministre au ministère des Transports en décembre 1991. Il reviendra à la Société de l'assurance automobile en mars 1994 en tant que président et directeur-général du conseil d'administration. Il ne restera en poste qu'un an, jusqu'à sa nomination comme président et directeur général de la Société des établissements de plein air du Québec (SÉPAQ), où il restera jusqu'au 28 février 1997.
Georges Lalande se lancera ensuite en politique municipale dans la ville de Québec, où il sera élu chef du Progrès civique en avril 1997, mais ne remportera pas la mairie de Québec aux élections de l'automne suivant. Il retournera ensuite travailler dans la fonction publique en tant que haut fonctionnaire du Tribunal administratif du Québec, jusqu'en 2003, à sa nomination comme sous-ministre associé au ministère de la Justice, le 28 mai 2003. Plus récemment, il fut membre et président du Conseil des aînés, du 15 novembre 2004 à juin 2009.